# Birken-Eichenwald bei Sangenstedt
Birken-Eichenwald bei Sangenstedt este o arie protejată (sit de importanță comunitară — SCI) din Germania întinsă pe o suprafață de 36,07 ha, integral pe uscat.

## Localizare
Centrul sitului Birken-Eichenwald bei Sangenstedt este situat la coordonatele 53°20′52″N 10°15′48″E / 53.3478°N 10.2633°E.

## Înființare
Situl Birken-Eichenwald bei Sangenstedt a fost declarat sit de importanță comunitară în ianuarie 2005 pentru a proteja un număr necunoscut de specii din flora spontană și fauna sălbatică aflate în arealul zonei.

## Biodiversitate
Situată în ecoregiunea atlantică, aria protejată conține 1 habitat natural: Păduri acidofile de stejar bătrân cu Quercus robur pe câmpii nisipoase.
La baza desemnării sitului se află un număr nedeclarat de specii protejate.